# Cathédrale Sainte-Catherine d'Utrecht
Cette  cathédrale ne doit pas être confondue avec une autre cathédrale d'Utrecht.
 D’autres cathédrales portent le nom de cathédrale Sainte-Catherine.
La cathédrale Sainte-Catherine (en néerlandais : Sint-Catharinakathedraal) est l'église-cathédrale de l'archidiocèse d'Utrecht aux Pays-Bas. Dédiée à sainte Catherine, elle se trouve dans le centre-ville d'Utrecht.

## Histoire

### Église
En 1468, les carmélites commencent à construire ici leur monastère, mais avant que les bâtiments ne soient achevés elles doivent le quitter et laisser la place en 1529 aux hospitaliers de Saint-Jean de Jérusalem. Ils achèvent le monastère qui prend le nom de Catharijneconvent (couvent Sainte-Catherine) et terminent aussi la grande église (Catharijnekerk) en style gothique tardif brabançon en 1560 ; elle est de plan basilical à trois nefs et caractérisée par des piliers ronds et des chapiteaux en feuilles de chou. C'est la dernière église médiévale à être bâtie à Utrecht. Cependant lorsque la Réforme protestante s'empare des esprits en 1580, l'église est désacralisée et sert d'entrepôt, puis elle est donnée au culte calviniste en 1636.
Plusieurs personnalités sont enterrées dans l'église, tels que le théologien calviniste Gisbertus Voetius ou les peintres Abraham Bloemaert et Gerard van Honthorst. 

### Cathédrale

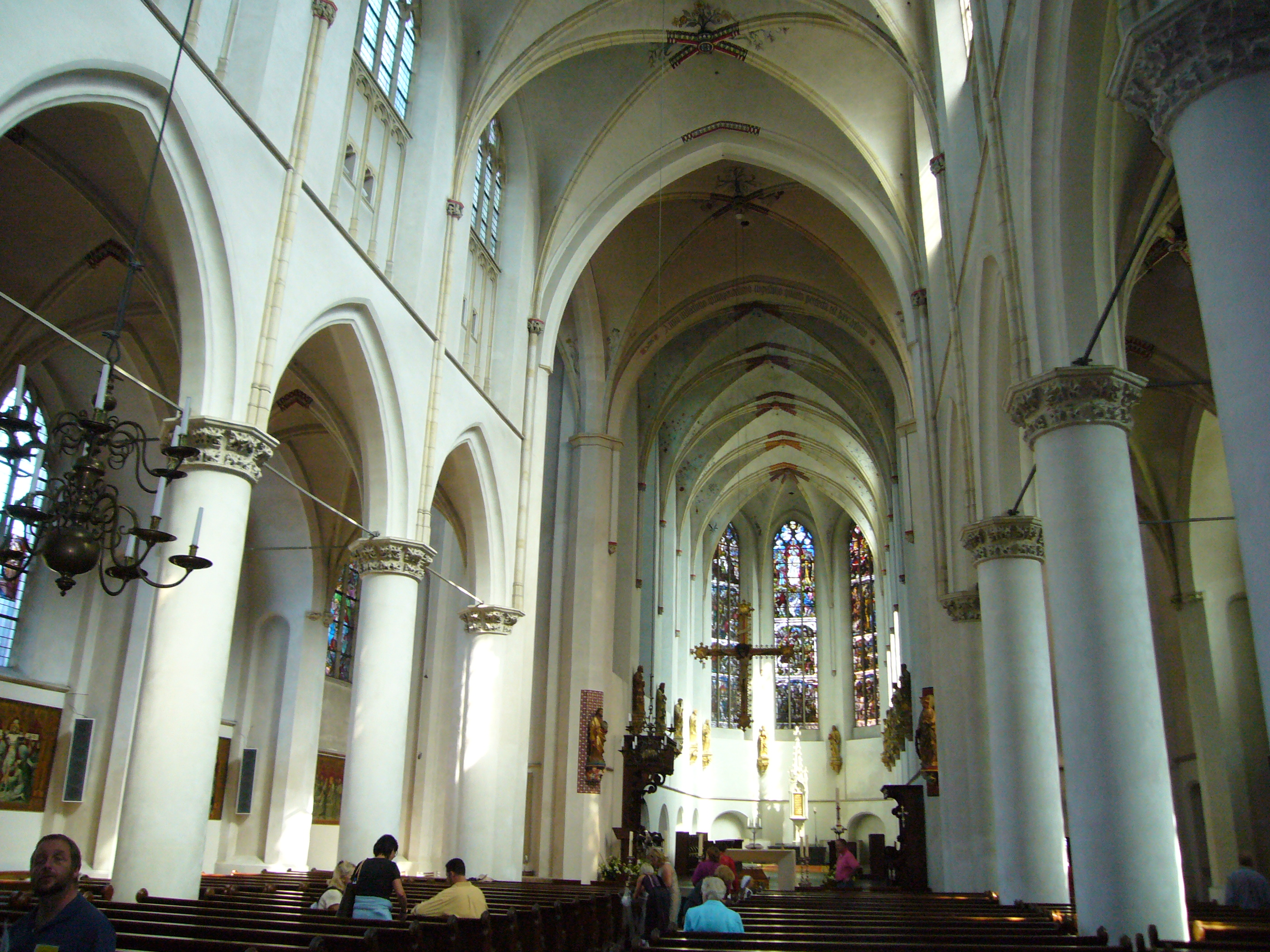
Intérieur.

Après l'introduction de la liberté de religion en 1795, les catholiques d'Utrecht qui avaient été obligés de célébrer leur culte dans des granges pendant plus de deux siècles, partent à la recherche de nouveaux locaux. Seule des églises médiévales d'Utrecht, la Catharijnekerk est rendue aux catholiques en 1815, d'abord comme église de garnison, puis comme église paroissiale à partir de 1842. Elle est érigée en cathédrale en 1853 lors du rétablissement de la hiérarchie épiscopale aux Pays-Bas, après trois siècles d'interruption.
L'édifice est restauré entre 1859 et 1901 par les ateliers de Friedrich Wilhelm Mengelberg dans un style néogothique orné, et la nef est agrandie vers l'ouest en 1900 par l'architecte Alfred Tepe avec une grande baie. La nouvelle partie ouest, dont la façade est une copie assez fidèle de l’ancien, reçoit en plus une tour de 53 mètres de hauteur, inspirée de celle de l'hôtel de ville de Kampen.
Au cours d'une restauration de 1955 à 1965, la plupart des éléments néogothiques ont été retirés et l'intérieur a été largement épuré.

## Inventaire
L'intérieur dépouillé dans les années 1960 de son mobilier d'origine selon la volonté du cardinal Alfrink a toutefois conservé la cathèdre de l'évêque (1868), tandis que le jubé néogothique de 1872 a été placé sur le côté ouest. Les statues néogothiques en pierre calcaire de sainte Catherine, de saint Jean-Baptiste et de sainte Barbe ont été replacées à l'intérieur respectivement en 1984, 1996 et 2005. On remarque douze statues (1897) de l'atelier de Mengelberg dans le sanctuaire du chœur et une statue de plâtre de saint Willibrord au-dessus de l'entrée de la chapelle de la Paix qui date du début du XXe siècle. Elle provient de l'église Saint-Willibrord d'Utrecht qui a été démolie dans les années 1970 à cause de la baisse de la pratique.
Les vitraux datent de 1880-1881. Les plus remarquables sont la verrière de la Vierge du côté Nord, œuvre de Heinrich Geuer, et la verrière de l'Eucharistie du côté Sud. La verrière Ouest date du début du XXe siècle et montre entre autres le paradis et le Jugement dernier. Le maître-verrier Geutjens de Venlo est l'auteur des trois verrières du chœur qui datent de 1965-1966 selon un projet de Joep Nicolas. La fenêtre nord est composée de deux parties: en bas la représentation de sainte Catherine avec la roue de son martyre, au-dessus, des scènes de la vie de Moïse; la fenêtre centrale se compose de trois parties: en bas la représentation du moine saint Willibrord, au-dessus la guérison d'un jeune homme lunatique et au sommet la Transfiguration du Christ sur le mont Thabor ; la fenêtre sud se compose de deux parties: en bas la représentation de saint Martin avec le mendiant, au-dessus de cette scène la vie du prophète Élie.
Les médaillons de Marie dans la chapelle Sainte-Marie et la statue de sainte Marie proviennent de l'ancien maître-autel de l'église Notre-Dame-de-l'Assomption d'Utrecht construite sur la Biltstraat à la fin du XIXe siècle et démolie en 1972 à cause de la baisse de la pratique. Ils ont été fabriqués par l'atelier de Friedrich Wilhelm Mengelberg. En 1992, la statue de la Vierge a été placée dans la niche du transept sud, à côté de l’entrée du Catharijneconvent, après quoi les médaillons correspondants ont été placés en 1995. Lors de la conception de la nouvelle chapelle Sainte-Marie en 2002 (ancien baptistère), l'ensemble s'est déplacé du transept sud à cette chapelle. La chapelle Sainte-Marie a été consacrée le 27 octobre 2002.
La châsse de saint Willibrord, patron du Benelux et patron secondaire de la cathédrale, placée sous l'autel, date de 1939; c'est une œuvre importante de deux orfèvres, les frères Jan Eloy et Leo Brom d'Utrecht. Cette châsse est montrée lors de la procession annuelle de saint Willibrord depuis 2002.
Le tabernacle en forme de tour d'inspiration gothique tardif décore le sanctuaire du chœur depuis le 7 mars 2004 à l'emplacement de l'ancien maître-autel qui a disparu. Cette œuvre est inspirée de la lanterne de la mort de l'église Sainte-Marie-Madeleine de Sonsbeck (près de Xanten) en Allemagne. Il ne reste plus que peu de tabernacles gothiques en forme de tour aux Pays-Bas, comme celui de la basilique du Saint-Sacrement de Meerssen et celui qui est exposé à la chapelle Sainte-Agnès du Centraal Museum d'Utrecht, vestige de l'église Saint-Pierre de Woerden.

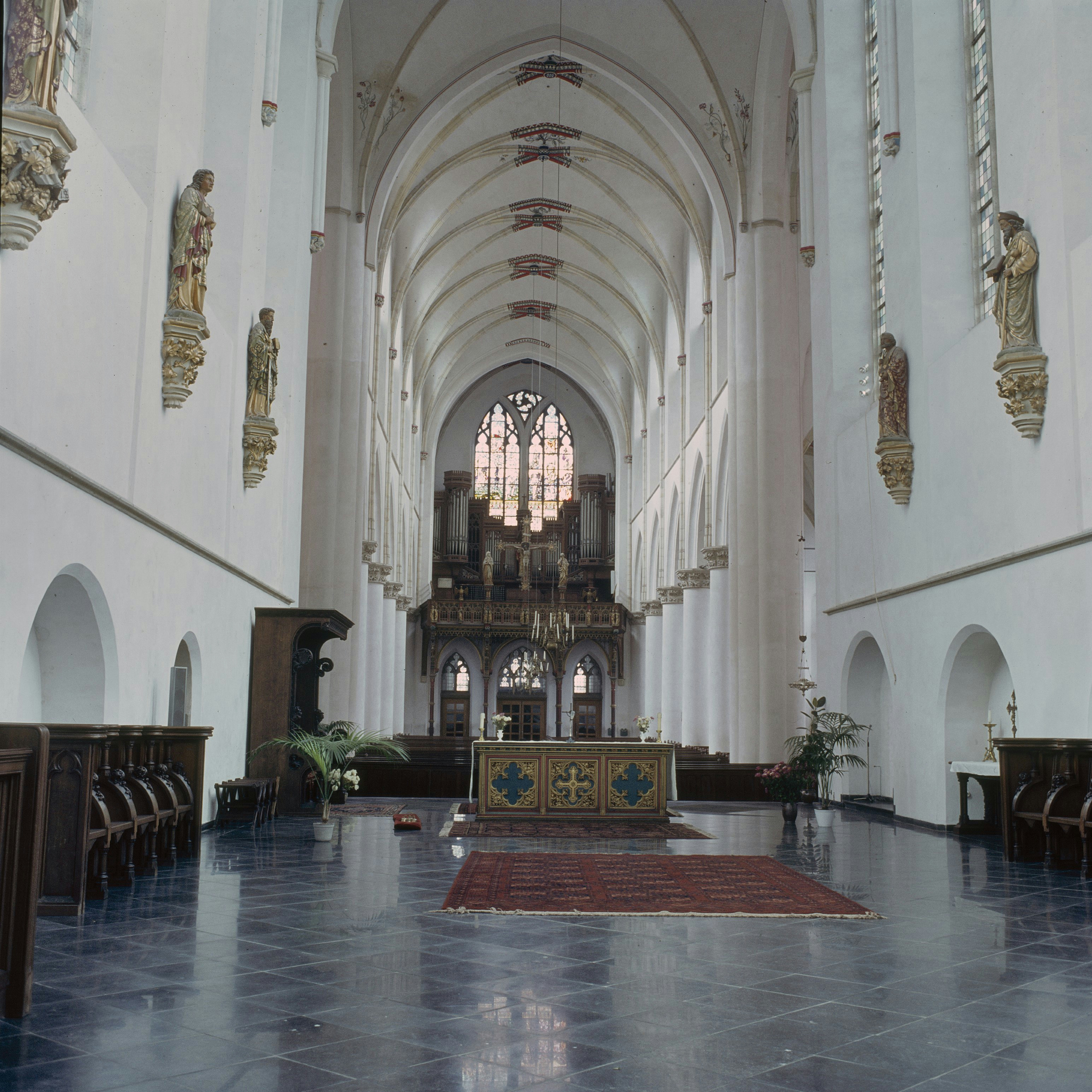
Vue vers l'ouest
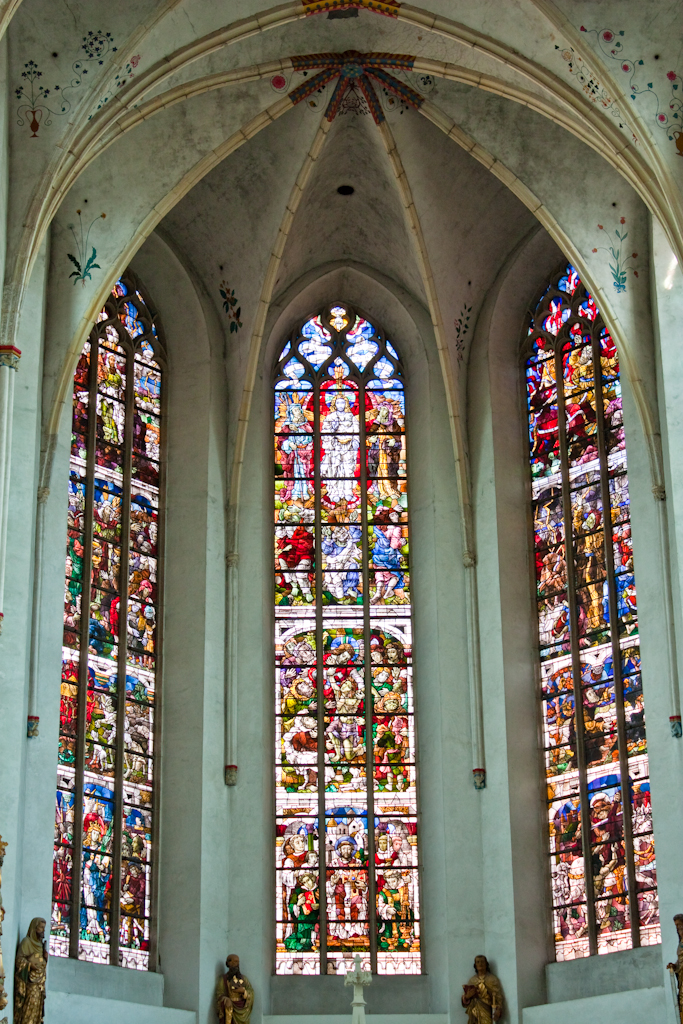
Verrières du chœur
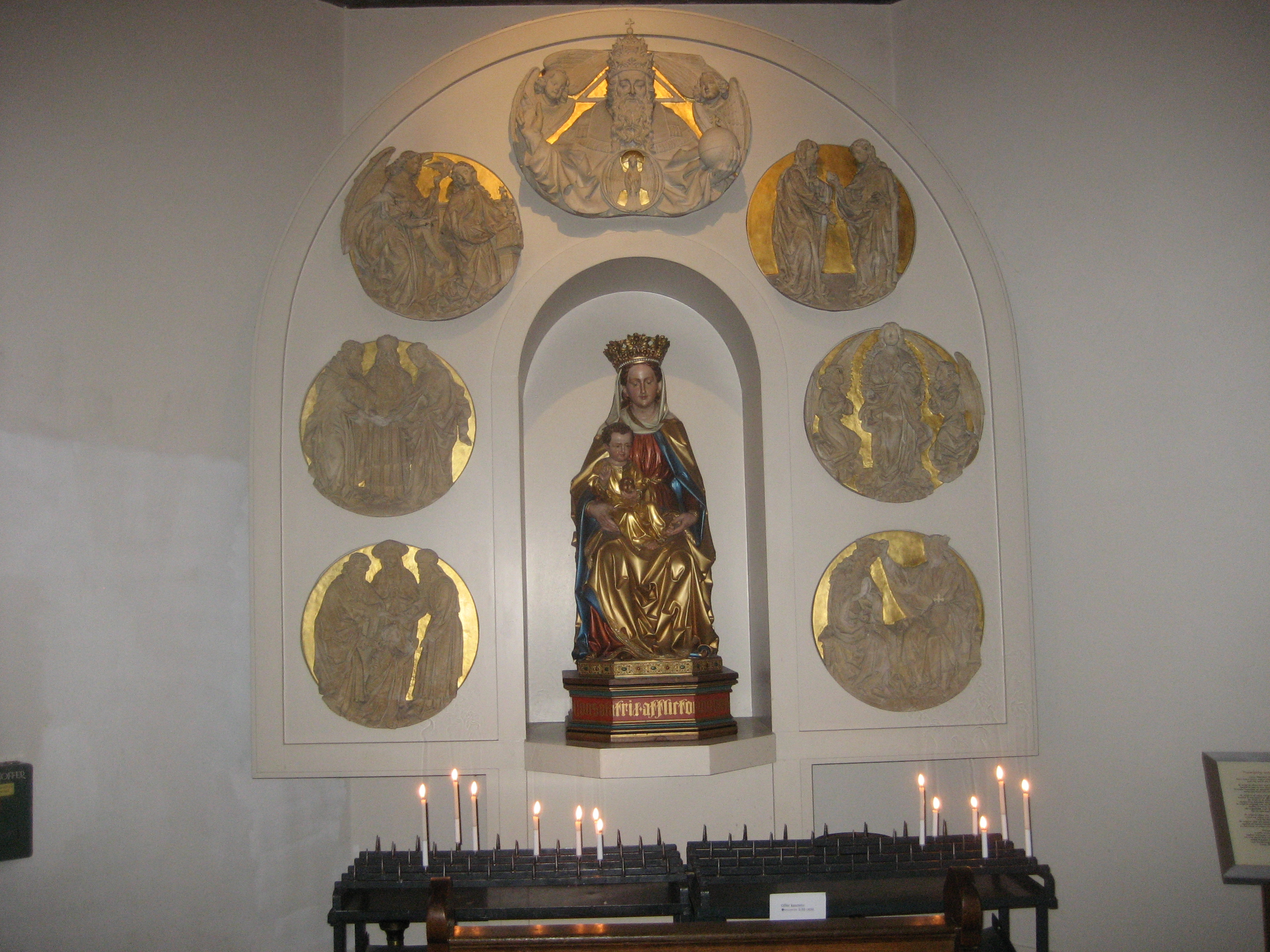
Chapelle Sainte-Marie

## Orgue Maarschalkerweerd

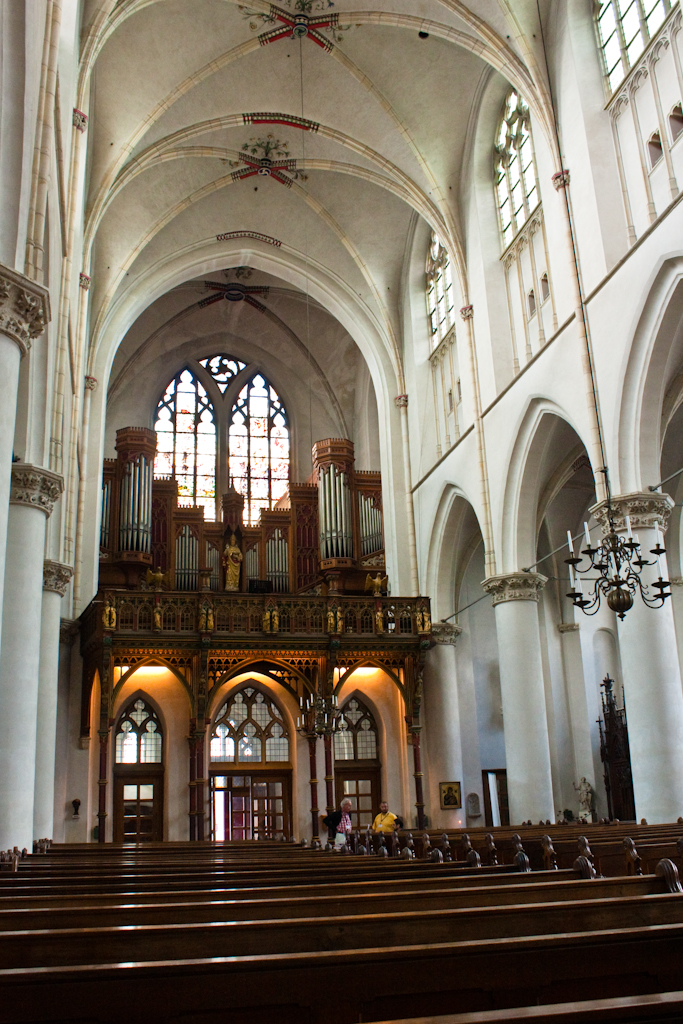
Orgue de tribune Maarschalkerkweerd.

L'orgue au-dessus de l'entrée principale a été construit en 1903 par le facteur d'orgues d'Utrecht Michaël Maarschalkerweerd. Au départ, c’était un instrument avec deux claviers et un pédalier. En 1939, il a été agrandi avec un clavier de plus et des registres ont été ajoutés. L'instrument a été restauré en 1996.
| I. Manuaal C–g3 |                  |     |
| 1.              | Prestant         | 16′ |
| 2.              | Bourdon          | 16′ |
| 3.              | Prestant         | 8′  |
| 4.              | Violon           | 8′  |
| 5.              | Bourdon          | 8′  |
| 6.              | Flûte harmonique | 8′  |
| 7.              | Octaaf           | 4′  |
| 8.              | Gemshoorn        | 4′  |
| 9.              | Roerfluit        | 4′  |
| 10.             | Quint            | 3′  |
| 11.             | Octaaf           | 2′  |
| 12.             | Mixtuur II-III   |     |
| 13.             | Cornet V (D)     | 8′  |
| 14.             | Trompet          | 8′  |

| II. Manuaal C–g3 |                  |    |
| 15.              | Vioolprestant    | 8′ |
| 16.              | Quintadeen       | 8′ |
| 17.              | Flûte octaviante | 4′ |
| 18.              | Woudfluit        | 2′ |
| 19.              | Trompet          | 8′ |
| 20.              | Dulciaan         | 8′ |

| III. Manuaal C–g3 |                |    |
| 21.               | Holpijp        | 8′ |
| 22.               | Viola di Gamba | 8′ |
| 23.               | Vox célèste    | 8′ |
| 24.               | Violine        | 4′ |
| 25.               | Basson-Hobo    | 8′ |

| Pedaal C–f1 |           |     |
| 26.         | Contrabas | 16′ |
| 27.         | Subbas    | 16′ |
| 28.         | Octaafbas | 8′  |
| 29.         | Cello     | 8′  |
| 30.         | Bazuin    | 16′ |
| 31.         | Tuba      | 8′  |

## Avenir de la cathédrale

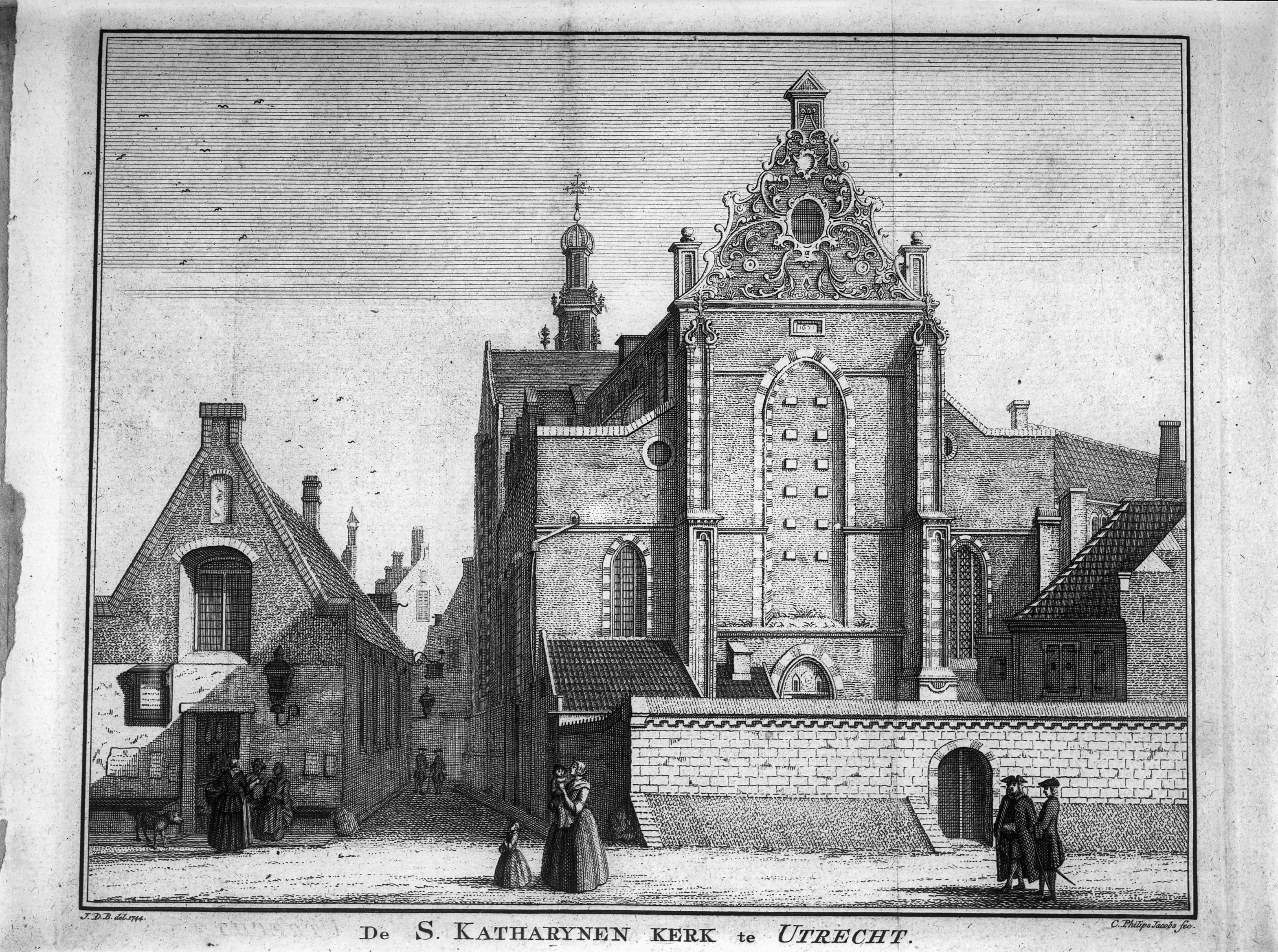
Gravure représentant l'église Sainte-Catherine, lorsqu'elle était une église calviniste au XVIIIe siècle.

Le 28 mai 2018, le conseil paroissial en lien avec l'archevêque annonce que l'entretien de l'édifice est trop onéreux au vu de la chute catastrophique de la pratique catholique dans l'archidiocèse d'Utrecht depuis cinq décennies et qui s'est accélérée depuis une dizaine d'années. Il est donc décidé de fermer la cathédrale au culte et d'en faire une annexe du musée Catharijneconvent qui est déjà logé dans les locaux de l'ancien couvent (devenu archevêché du milieu du XIXe siècle jusqu'en 1979). La nouvelle cathédrale serait alors transférée à l'église Saint-Augustin d'Utrecht ; mais aucune date n'a encore été précisée. La communauté catholique du diocèse a lancé une pétition contre la vente de la cathédrale.